# Dinurus breviductus
Dinurus breviductus är en plattmaskart. Dinurus breviductus ingår i släktet Dinurus och familjen Hemiuridae. Inga underarter finns listade i Catalogue of Life.